# Robin Collins
Robin Collins é um filósofo americano. Atualmente atua como Distinguido Professor de Filosofia e presidente do Departamento de Filosofia do Messiah College, em Grantham, Pensilvânia. Seus principais interesses incluem questões filosóficas relacionadas à relação entre religião e ciência e teologia filosófica.

## Educação
Collins obteve seu diploma de graduação da Universidade Estadual de Washington em 1984, com uma grande maioria em Matemática, Física e Filosofia, formando summa cum laude. Collins passou dois anos em um Ph.D. Programa em Física na Universidade do Texas em Austin antes de transferir para a Universidade de Notre Dame, onde recebeu um Ph.D. Na filosofia em 1993. Alvin Plantinga dirigiu sua dissertação, com Bas van Fraassen (então em Princeton) e Arthur Fine (então na Northwestern University) servindo como seus assessores externos. Sua dissertação foi intitulada "Questões Epistemológicas no Realismo Científico / Debate Anti-Realismo: Uma Análise e uma Proposta". Sua defesa de sua dissertação passou com as maiores honras possíveis e ele recebeu o Prêmio de Pós-Graduação em Ciências Humanas por "pesquisa, ensino e publicação pendentes". 
Depois de completar sua dissertação, ele atuou como pós-doutorado no Programa de História e Filosofia da Ciência da Universidade Northwestern antes de se juntar ao Messiah College.

## Expiação
Uma das principais contribuições de Collins para a teologia filosófica tem sido analisar as várias teorias da expiação. Enquanto ele criticou a teoria exemplar moral, que é freqüentemente realizada por cristãos mais liberais, ele escreveu mais sobre a teoria da satisfação e a teoria penal, as duas visões amplamente realizadas pela maioria dos cristãos conservadores evangélicos. Ele argumenta que eles falham como teorias, apresentando mais problemas do que resolvem, dizendo que "não nos ajudam a ter sentido da Expiação, mas sim torná-lo mais intrigante do que antes".
Collins defende uma teoria "incarnacional" da expiação, que vê a vida, a morte e a ressurreição de Jesus necessárias para tornar possível a unidade com Deus.
Assim como um ramo de árvore de maçã, por exemplo, não pode ser enxertado com sucesso em uma forma de vida que é totalmente estranha a ele, por exemplo um cavalo, o eu de Deus não pode estar unido com a nós mesmos, assim como a Escritura sugere o eu de Deus é muito estranho para nós mesmos. Mas, fora a encarnação, o eu de Deus seria muito estranho para nós. Afinal, Deus é infinito, somos finitos; Deus sabe tudo, nosso conhecimento é limitado; Deus é eterno, não somos; Deus está em toda parte, estamos confinados a um corpo; Deus não é dependente, somos vulneráveis e dependentes; E a lista continua. Assim, para estabelecer terreno comum entre o eu de Deus e o nosso como base para o tipo profundo de unidade entrelaçadora que as imagens bíblicas apontam, Deus não deve apenas assumir a natureza humana, mas Deus deve compartilhar o que eu chamo nossa situação de vida, poque a nossa situação de vida como seres humanos é inseparável do que somos.
Collins diz que, ao compartilhar as situações da vida humana, o eu de Deus deixa de ser estranho de nós mesmos, tornando possível que nós mesmos esteamos unidos com o eu de Deus, o que, por sua vez, nos salva do pecado. Outros teólogos ao longo dos tempos tiveram pontos de vista semelhantes argumentam que essa teoria é superior a outras em termos filosóficos, éticos, teológicos e escriturais 